# Rudolf Brandt (Jurist)

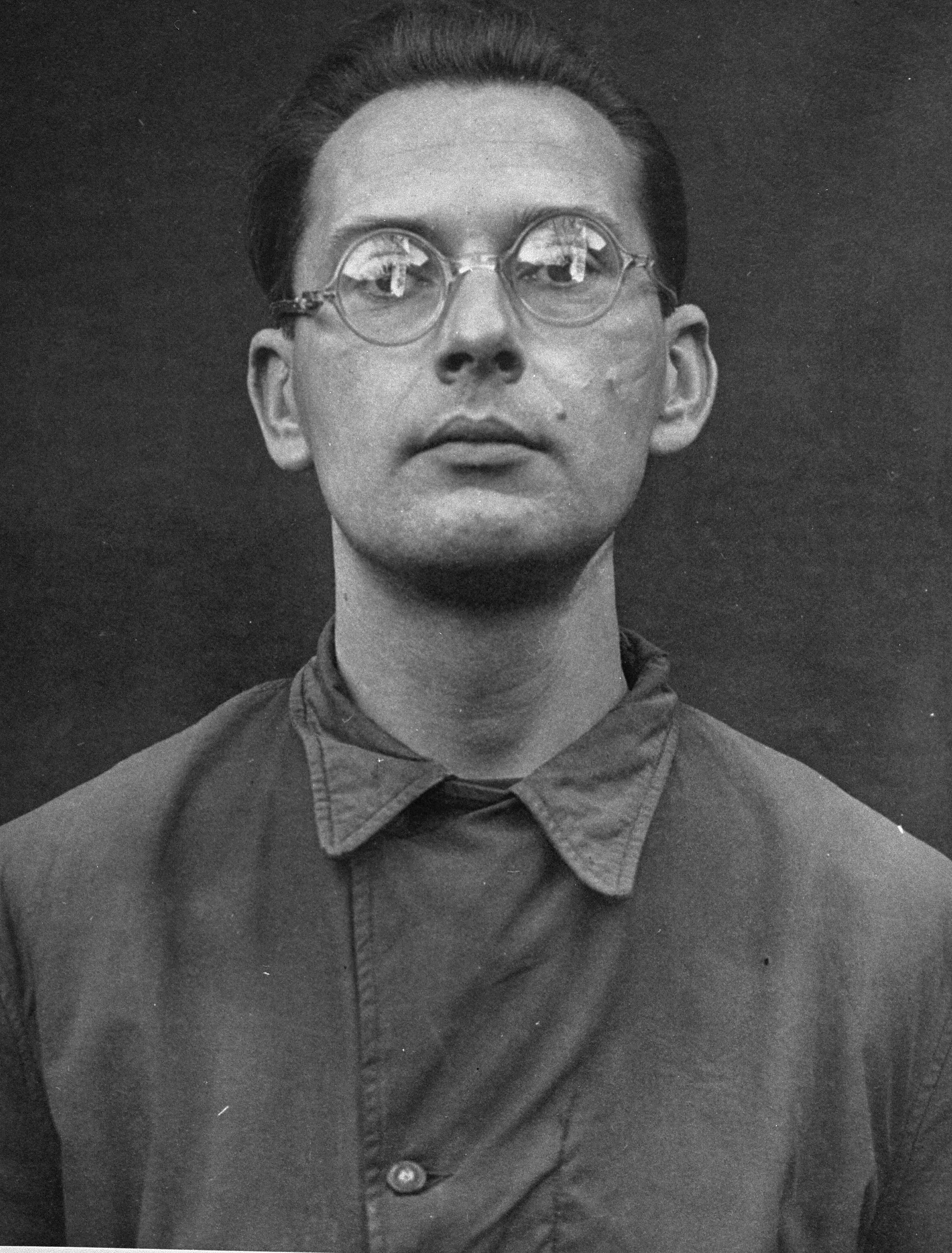
Rudolf Brandt als Angeklagter im Nürnberger Ärzteprozess

Rudolf Hermann Brandt (* 2. Juni 1909 in Frankfurt (Oder); † 2. Juni 1948 im Kriegsverbrechergefängnis Landsberg) war SS-Standartenführer (1944), persönlicher Referent Heinrich Himmlers sowie Ministerialrat im Reichsinnenministerium.

## Biografie
Rudolf Brandt war gelernter Stenotypist. Nach einem Jurastudium in Berlin und Jena und der Promotion zum Dr. jur. 1934 stieg er zum Ministerialrat und Chef des Ministerialbüros im Reichsinnenministerium auf. Noch vor seiner Promotion trat er zum 1. September 1932 der NSDAP (Mitgliedsnummer 1.331.536) und 1933 der SS bei (SS-Nummer 129.771). Ab dem 11. Dezember 1933 war Brandt im „Persönlichen Stab des Reichsführers-SS“ und dort von 1936 bis Kriegsende als persönlicher Referent Himmlers tätig. Ab Ende der 1930er Jahre war er Himmlers Verbindungsoffizier für das Reichsinnenministerium und schließlich ab 1943 Ministerialrat im Reichsinnenministerium. Brandt war Mitglied der Forschungsgemeinschaft Deutsches Ahnenerbe der SS, die Menschenversuche und Kunstraub betrieb. Ab 1941 war er als Mitglied im persönlichen Stab Himmlers beteiligt an der Koordination und Organisation zahlreicher Zwangssterilisierungen – nebst vorbereitender Menschenversuche – an weiblichen Häftlingen der Konzentrationslager Ravensbrück und Auschwitz durch den in Königshütte arbeitenden SS-Arzt Dr. med. Carl Glauberg. Brandt war unter anderem als Organisator an der Ermordung von 86 Juden beteiligt, deren Skelette für die „Straßburger Schädelsammlung“ des SS-Anatomen August Hirt bestimmt waren. In den letzten Tagen des NS-Staates war er einer der wenigen Begleiter Heinrich Himmlers und wurde wahrscheinlich Ende Mai 1945 in Bremervörde festgenommen.
Im Nürnberger Ärzteprozess wurde Rudolf Brandt als einer von drei Nicht-Ärzten vor Gericht gestellt und vom US-Militärgericht am 20. August 1947 zum Tode durch den Strang verurteilt. Er wurde für schuldig befunden, an Entscheidungen über Menschenversuche in nationalsozialistischen Konzentrationslagern und Tötungen von KZ-Häftlingen beteiligt gewesen zu sein. Das Todesurteil wurde im Kriegsverbrechergefängnis Landsberg am 2. Juni 1948 vollzogen.

### Belletristik
- im Roman Die Wohlgesinnten (2006) spielt Brandt eine Rolle